# Eugene Burton Ely
Eugene Burton Ely (Williamsburg, 21 ottobre 1886 – Macon, 19 ottobre 1911) è stato un aviatore statunitense.
Pioniere dell'aviazione, è considerato il primo aviatore navale.

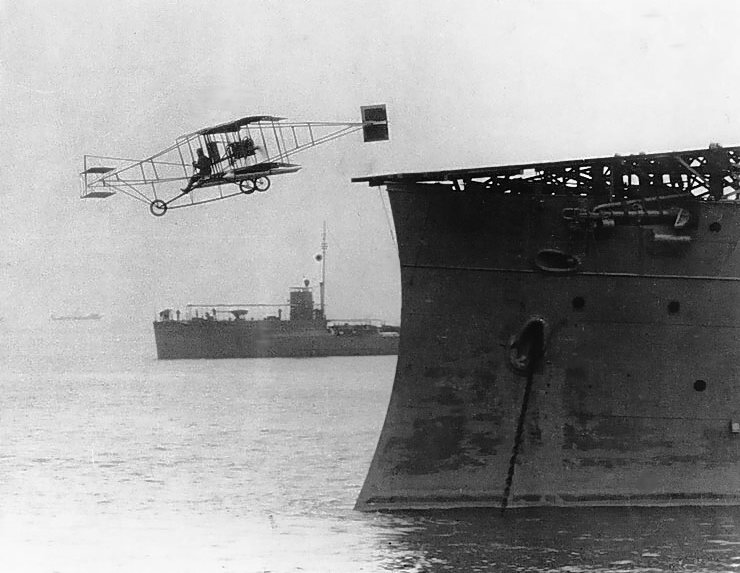
Immagine del decollo del Curtiss D

## Biografia
Fu il primo uomo ad effettuare un decollo da una nave militare, la USS Birmingham, il 14 novembre 1910 e atterrò con successo, il 18 gennaio 1911, su una piattaforma improvvisata montata sul ponte posteriore della nave da guerra USS Pennsylvania nella baia di San Francisco.
Il 19 ottobre 1911, mentre si stava esibendo in pubblico nei pressi di Macon, Ely perse il controllo del suo velivolo e si schiantò morendo sul colpo; nell'incidente si ruppe infatti l'osso del collo. Venne sepolto nel cimitero East York di Williamsburg, Iowa.